# Campo di internamento di Zonderwater
Il campo di internamento di Zonderwater era un campo di internamento britannico vicino a Cullinan, nell'allora Unione Sudafricana, oggi Sudafrica, dove sono stati reclusi più di 94000 prigionieri di guerra italiani tra il 1941 e il 1947. Qui venivano condotti i prigionieri catturati nell'Africa Orientale Italiana e nel Nordafrica durante la seconda guerra mondiale, e trasferiti nel paese del Commonwealth.

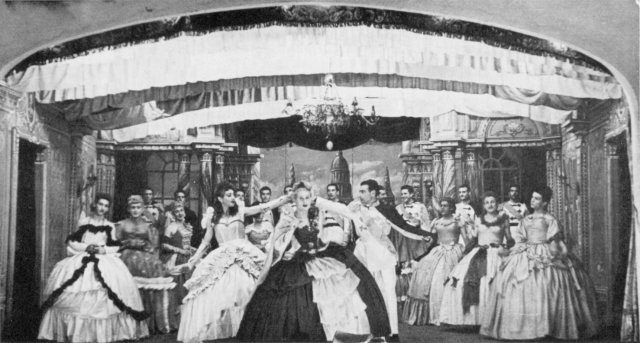
Una scena da Il conte di Lussemburgo eseguito dai prigionieri italiani a Zonderwater. Tutti i ruoli sono interpretati da uomini.

## Storia

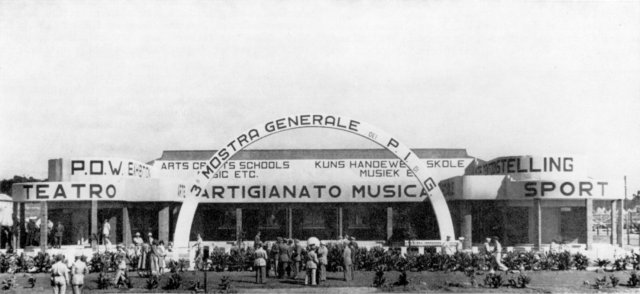
Vista frontale del teatro

Il campo venne aperto nel 1941 al fine di ospitare i prigionieri di guerra italiani catturati nell'Africa settentrionale ed orientale, facendo seguito alla disponibilita' offerta agli Alleati dall'allora Primo ministro Jan Smuts. Il primo comandante del campo fu il colonnello Rennie, poi sollevato dall'incarico e sostituito dal colonnello De Wet. Dopo alcune ispezioni con esito negativo condotte dal Console Generale del Brasile a Pretoria, dal Comitato internazionale della Croce Rossa e dall'alto ufficiale inglese Brigadiere Generale R.I.Brett, volte a stabilire se venisse rispettata la Convenzione di Ginevra, Jan Smuts mise a governare il campo il colonnello Hendrik Fredrik Prinsloo, il quale comando' la struttura dal 1943 al 1947. Con il nuovo modello di gestione di Prinsloo, persona illuminata e lungimirante, grazie anche alla sua stessa personale esperienza di ex internato durante la Seconda Guerra Boera, i prigionieri furono stimolati ad occuparsi in svariate attività, con le quali impiegare proficuamente il loro tempo. Le strutture presenti vennero migliorate e nuovi edifici vennero eretti. Venne quindi costruita una biblioteca con 10.000 volumi e una scuola grazie all'opera di numerosi internati resisi volontari. L'analfabetismo tra i detenuti, tra cui si contavano molti piccoli agricoltori, subi' un vistoso calo dal 30% al 2%.
Quando il campo venne definitivamente completato, aveva una capacità complessiva di 120.000 detenuti. Il maggior numero di prigionieri nel campo di Zonderwater tuttavia, è stato di soli 63000 detenuti, il 31 dicembre 1942. Il campo era diviso in 14 unità, e ognuna di queste era progettata per alloggiare 8.000 uomini. Ogni unità era ulteriormente suddivisa in quattro campi, ognuno con una capacità di circa 2.000 uomini. C'erano un campo di transito e un'azienda di disinfestazione. Il campo di Zonderwater possedeva un ospedale militare con circa 1600 posti letto che, a quel tempo era considerato uno dei più grandi ospedali mai costruiti del Sud Africa. Il campo poteva essere paragonato ad una piccola città, e possedeva più di 24 miglia di strade. Quattromila persone lavoravano per rifornire il campo e i detenuti. La maggior parte dei posti di lavoro erano impiegati nell'agricoltura, comprese le attività nelle fattorie, ma gli italiani hanno anche contribuito alla costruzione di una serie di progetti civili come il Tom Jenkinsrylaan a Pretoria.
Il campo chiuderà nel gennaio 1947 e nel periodo tra l'apertura e la chiusura 828 prigionieri italiani chiesero ed ottennero la cittadinanza sudafricana.